# فيليب تايلور كرامر
فيليب تايلور كرامر (بالإنجليزية: Philip Taylor Kramer)‏ هو موسيقي أمريكي، وأحد أعضاء فرقة الروك آيرون باترفلاي (بالإنجليزية: Iron Butterfly)‏؛ والمجموعات المرتبطة بها بين عامي 1974 و 1980. أصبح فيما بعد مطورًا ومديرًا تنفيذيًا في مجال هندسة الحاسوب. ولد في 12 يوليو 1952 في يونغزتاون في الولايات المتحدة، واختفى في 12 فبراير 1995 في ماليبو في الولايات المتحدة، وعُثِر عليه ميتًا في مايو 1999. وقد اعتبرت وفاته انتحارًا محتملًا.

## وصلات خارجية
- فيليب تايلور كرامر على موقع ميوزك برينز (الإنجليزية)